# Brunnthal
Brunnthal – gmina w Niemczech, w kraju związkowym Bawaria, w rejencji Górna Bawaria, w regionie Monachium, w powiecie Landkreis München. Leży około 15 km na południowy wschód od centrum Monachium, przy autostradzie A8.

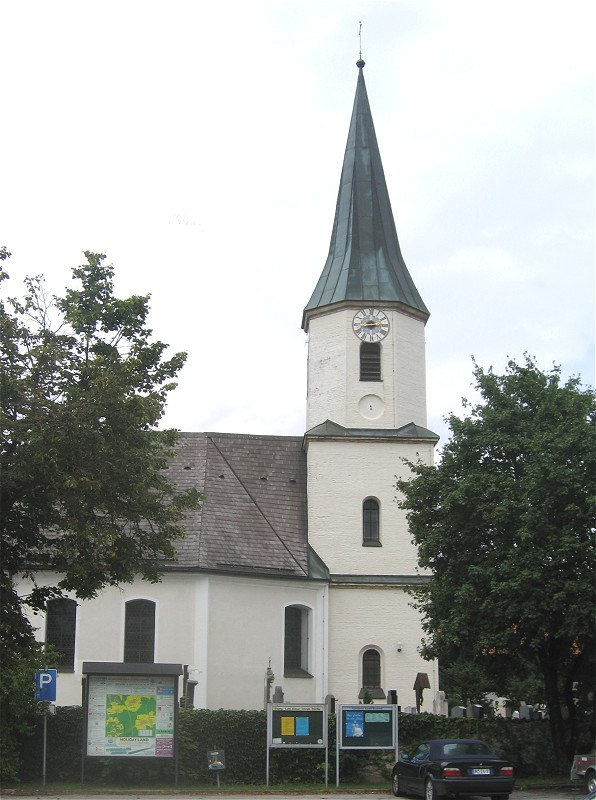
Kościół pw. św. Mikołaja (St. Nikolaus)

## Części gminy
| - Brunnthal - Englwarting - Faistenhaar - Hofolding - Kirchstockach | - Neukirchstockach - Otterloh - Portenläng - Riedhausen - Waldbrunn |  |

## Demografia
Dane o ludności z 31 grudnia 2008:
| Opis                                | Ogółem | Ogółem | Kobiety | Kobiety | Mężczyźni | Mężczyźni |
| ----------------------------------- | ------ | ------ | ------- | ------- | --------- | --------- |
| Jednostka                           | osób   | %      | osób    | %       | osób      | %         |
| Populacja                           | 4809   | 100    | 2387    | 49,64   | 2422      | 50,36     |
| Wiek przedprodukcyjny (0–17 lat)    | 995    | 20,69  | 495     | 10,29   | 500       | 10,4      |
| Wiek produkcyjny (18–65 lat)        | 3036   | 63,13  | 1476    | 30,69   | 1560      | 32,44     |
| Wiek poprodukcyjny (powyżej 65 lat) | 778    | 16,18  | 416     | 8,65    | 362       | 7,53      |

## Polityka
Wójtem gminy jest Stefan Kern z CSU, rada gminy składa się z 16 osób.
|      | CSU | SPD | Sojusz 90/Zieloni | PWGBH | UBWG | Razem |
| 2008 | 8   | 2   | 1                 | 2     | 3    | 16    |
| 2002 | 8   | 3   | –                 | 3     | 2    | 16    |